# Härkingen
Härkingen is een gemeente en plaats in het Zwitserse kanton Solothurn en maakt deel uit van het district Gäu.
Härkingen telt 1243 inwoners.